# Carlo Goldoni (trein)
De Carlo Goldoni was een internationale trein op de verbinding Venetië - Wenen en is genoemd naar de Italiaanse toneelschrijver Carlo Goldoni.

## EuroCity
De Carlo Goldoni was op 10 juni 2001 de vervanger van de EC Romulus in het EuroCity-net. De inkorting van de route van de trein tot Wenen - Venetië betekende ook dat er geen relatie meer bestond met Rome. De route is op 12 december 2004 gewijzigd in Venetië - Boedapest via Slovenië en Kroatië. Hierbij is de trein ook omgenummerd in EC 52,53. Op 10 december 2006 raakte de trein de EuroCity-status kwijt.

### Route en dienstregeling
| EC 52 | land      | station            | km  | EC 53 |
| ----- | --------- | ------------------ | --- | ----- |
| 08:25 | Hongarije | Budapest Keletí    | 0   | 21:12 |
| 08:41 | Hongarije | Budapest Kelenföld | 4   | 20:56 |
| 09:37 | Hongarije | Székeshérvár       | 67  | 19:59 |
| 10:16 | Hongarije | Siófok             | 115 | 19:22 |
| 10:29 | Hongarije | Balatonfóldvár     | 130 | 19:09 |
| 10:42 | Hongarije | Balatonlelle       | 146 | 18:56 |
| 10:52 | Hongarije | Fonyód             | 157 | 18:44 |
| 11:11 | Hongarije | Balatonszentgyörgy | 181 | 18:15 |
| 11:46 | Hongarije | Nagykanizsa        | 221 | 17:44 |
| 12:10 | Hongarije | Gyékényes          | 249 | 17:20 |
| 12:38 | Kroatië   | Koprivnica         | 264 | 16:57 |
| 13:02 | Kroatië   | Krizevci           | 295 | 16:30 |
| 13:44 | Kroatië   | Zagreb             | 352 | 15:52 |
| 16:16 | Slovenië  | Ljubljana          | 495 | 13:14 |
| 17:10 | Slovenië  | Postojna           | 562 | 12:21 |
| 17:22 | Slovenië  | Pivka              | 575 | ↑     |
| 17:45 | Slovenië  | Divača             | 599 | ↑     |
| 17:54 | Slovenië  | Sežana             | 608 | 11:23 |
| 18:14 | Italië    | Vila Opicina       | 612 | 11:15 |
| 20:31 | Italië    | Venetië            | 762 | 09:00 |